# جون أندري دوليك
جون أندري دوليك (بالإنجليزية: Jean-André Deluc)‏ (و. 1727 – 1817 م) هو عالم طبيعة، وعالم أرصاد جوية، وجيولوجي سويسري، ولد في جنيف، وكان عضوًا في الجمعية الملكية، والأكاديمية الفرنسية للعلوم، والأكاديمية البافارية للعلوم والعلوم الإنسانية، توفي في وندزر، بيركشاير، عن عمر يناهز 90 عاماً.

## جوائز
حصل على جوائز منها:
- وسام كوبلي (1791)[2]
- زميل في الجمعية الملكية.

## روابط خارجية
- جون أندري دوليك على موقع الموسوعة البريطانية (الإنجليزية)
- جون أندري دوليك على موقع إن إن دي بي (الإنجليزية)